# Всеобщие выборы в Замбии (1968)
Всеобщие выборы в Замбии проходили 19 декабря 1968 года для избрания президента и депутатов Национальной ассамблеи. Первые же опросы после обретения Замбией независимости от Великобритании показывали, что действующий президент Кеннет Каунда сохранит свой пост. Его Объединённая партия национальной независимости, единственная партия, выставившая кандидатов во всех 105 округах, получила 81 из 105 мест в Национальной ассамблее. Явка избирателей составила 82,5 % на парламентских выборах и 87,1 % на президентских выборах.

## Предвыборная кампания
Единственными другими участниками выборов в Национальную ассамблею были Африканский национальный конгресс Замбии (73 кандидата) и три независимых члена. Объединённая партия, созданная в 1966 году, была запрещена в августе 1968 года, и многие её члены вошли в Конгресс. Избирательная кампания была омрачена насилием: члены Объединённой партии национальной независимости в Северной провинции и Луапула заблокировали подачу избирательных документов кандидатами Африканского национального конгресса Замбии, в результате чего 30 кандидатов ОПНН баллотировались безальтернативно. Тем не менее, на выборах наблюдался сдвиг в сторону Конгресса; четыре министра лишились своих мест.
В 1972 году правительство Кеннета Каунды объявило о своем намерении сделать Объединённую партию национальной независимости единственной юридически разрешённой партией в стране. Это было официально закреплено в новой Конституции, принятой в августе 1973 года. В результате выборы 1968 года были последними многопартийными выборами, проведёнными в Замбии вплоть до 1991 года.

## Избирательная система
Из 110 членов Национальной ассамблеи 105 избрирались по системе относительного большинства в одномандатных округах, а еще пять назначались президентом.
Президент избирался с использованием квазипрямой системы относительного большинства: кандидаты в Национальное собрание объявляли, кого они поддерживают на пост президента, когда они подавали свои документы о выдвижении кандидатуры, а те, кто этого не делал, дисквалифицировались. Избиратели подавали только один голос, так что голосование за кандидата в депутаты автоматически означало также голосование за кандидата в президенты, которого поддерживал данный депутат. В округах, где был только один кандидат в депутаты, все зарегистрированные избиратели были «засчитаны» как проголосовавшие за заявленного депутатом кандидата в президенты. Это означало, что фактического прямого голосования на президентских выборах не проводилось.

## Результаты

### Президентские выборы
| Кандидат                            | Кандидат                            | Партия                                         | Голоса    | %     |
| ----------------------------------- | ----------------------------------- | ---------------------------------------------- | --------- | ----- |
|                                     | Кеннет Каунда                       | Объединённая партия национальной независимости | 1 079 970 | 81,82 |
|                                     | Гарри Нкумбула                      | Африканский национальный конгресс Замбии       | 240 017   | 18,18 |
| Недействительных/пустых бюллетеней  | Недействительных/пустых бюллетеней  | Недействительных/пустых бюллетеней             | 63 490    | 4,59  |
| Всего                               | Всего                               | Всего                                          | 1 383 477 | 100   |
| Зарегистрированных избирателей/Явка | Зарегистрированных избирателей/Явка | Зарегистрированных избирателей/Явка            | 1 587 966 | 87,12 |
| Источник: Nohlen et al.             |                                     |                                                |           |       |

### Выборы в Национальную ассамблею
|                                       |                                                |           |       |       |       |  |  |  |  |
| Партия                                | Партия                                         | Голоса    | %     | Места | +/-   |  |  |  |  |
|                                       | Объединённая партия национальной независимости | 657 764   | 73,19 | 81    | +26   |  |  |  |  |
|                                       | Африканский национальный конгресс Замбии       | 228 277   | 25,40 | 23    | +13   |  |  |  |  |
|                                       | Независимые                                    | 12 619    | 1,40  | 1     | +1    |  |  |  |  |
|                                       | Назначаемые президентом                        |           |       | 5     | новые |  |  |  |  |
| Всего                                 | Всего                                          | 962 150   | 100   | 110   | +35   |  |  |  |  |
| Недействительных/пустых бюллетеней    | Недействительных/пустых бюллетеней             | 63 490    | 6,60  | -     | -     |  |  |  |  |
| Зарегистрированных избирателей / Явка | Зарегистрированных избирателей / Явка          | 1 166 637 | 82,47 | -     | -     |  |  |  |  |
| Источники: Nohlen et al.              |                                                |           |       |       |       |  |  |  |  |